# محافظة السويس
محافظة السويس من محافظات مصر وعاصمتها مدينة السويس. تقع سواحلها على الطرف الشمالي لخليج السويس، ويقع فيها المدخل الجنوبي لقناة السويس ومساحتها 9002 كم2. وهي محافظة حضرية ذات مدينة واحدة. يميزها موقعها الفريد فهي تعتبر مدخل إلى أفريقيا ودول جنوب غرب وشرق آسيا مما جعلها ملتقى للتجارة العالمية وقلعة للصناعة والاستثمار الصناعي.

## الموقع والمساحة
شمالا يحدها محافظة الإسماعيلية _ محافظة شمال سيناء.
جنوبا يحدها محافظة البحر الأحمر.
شرق يحدها محافظة جنوب سيناء.
غربا يحدها محافظة القاهرة ومحافظة الجيزة.
تبلغ مساحة المحافظة 10,056.43 ميل2

## السكان
يبلغ عدد السكان بالمحافظة 752,872 نسمة طبقاً للجهاز المركزي للتعبة والإحصاء عام 2019. ويبلغ معدل الزيادة السكانية لمحافظة السويس 4.25%

## التقسيم الإداري
تتكون محافظه السويس من مدينيتين هما

### مدينةالسويس
تضم خمسة أحياء هي:
- حي السويس: يعتبر حي السويس من أقدم الأحياء تتركز فيه معظم المباني الحكومية وبه ميناء السويس ويضم السويس و (حوض الدرس) وبورتوفيق.
- حي الأربعين: حي الأربعين هو أكثر الأحياء كثافة سكانية ذو طابع شعبي وتم إنشاء عدة مناطق جديده به مثل السادات والعبور، و 24 أكتوبر، وحي الكويت، والإيمان تكريما للمجاهدة إيمان التي اشتركت في المقاومة الشعبية أثناء العدوان الثلاثي على السويس. اشتركت حالها حال الرجال في المقاومة الشعبية وحملت السلاح ولم تخشى شيئا، وقامت بأعمال جليلة وعمليات تدمير لتحصنات العدو، وكل ذلك كان بتشجيع من أهلها لاقتناعهم بالقضية.
- حي عتاقة: يمثل التوسع العمراني والامتداد الطبيعي للمحافظة، ويضم العديد من الشركات الصناعية وميناء الأتكة لصيد الأسماك وميناء الأدبية للشحن والتفريغ وبه العديد من المناطق السكنية الجديدة ويعتبر منطقة جذب للسكان.
- حي الجناين: وأخيرًا حي الجناين الذي يغلب علية الطابع الريفي لما يضمه من مساحات مزروعة وبه نفق الشهيد أحمد حمدي وهو نقطة الوصل بين مصر وسيناء وما يتبعه ذلك من زيادة المساحة المزروعة بأرض سيناء.
- حي فيصل: يعد من المناطق الجديدة المنفتحة والمتطورة، ويضم ضمن نطاقة الأماكن السكينة الجديدة مثل مدينة الحرفيين والصباح والأمل ومبارك والتعاونيات والسلام والنور والفردوس والتوفيقية ومنطقة عرب المعمل، ويضم أيضا منطقة الروض الجديدة.

### مدينةالسويس الجديدة
تحت إدارة هيئة المجتمعات العمرانية الجديدة.

## العيد القومي

بطولات اهل السويس

يعتبر يوم 24 أكتوبر 1973 عيدا قوميا للمحافظة حين تصدت المقاومة الشعبية بالمحافظة تساندها قوات من الجيش والشرطة، عندما حاولت القوات الإسرائيلية المتسللة عبر ثغرة الدفرسوار دخول المدينة بقيادة أرئيل شارون، واحتلالها وذلك لعمل ضغط على القيادة العسكرية المصرية وذلك عن طريق احتلال المدينة على اعتقاد أنها لن تلقى أي مقاومة تذكر من سكانها، وبذلك يتحقق هدف إسرائيل بتحقيق انتصار إعلامي باحتلال مدينة السويس التي تعتبر من المدن المصرية الهامة، إلا أن المقاومة الشعبية المدعومة ببعض أفراد الجيش المصري وأهالي المدينة نسجوا ملحمة بطولية ضد القوات الإسرائيلية المهاجمة، وردوها على أعقابها، وحطموا وأعطبوا الكثير من الدبابات والمعدات الإسرائيلية أثناء حرب رمضان - أكتوبر 1973.

## العلاقات الدولية
التوأمة مع سكوبيه.

## وصلات خارجية
- البوابة الإلكترونية لمحافظة السويس